# 森高次
森高次（1528年—1597年3月19日），日本戰國時代至安土桃山時代的武將。父親是鯰江定秀。

## 生平
在享祿元年（1528年）出生。近江國愛知郡鯰江庄出身。在長兄定春一代，移住至尾張國海東郡森村並改為森姓。定春迎弟弟政次為養嗣子，政次居住在尾張國苅安賀。自身亦被政次迎為養嗣子。
最初仕於織田信長，在信長死後，仕於豐臣秀吉。被賜予尾張愛知郡的御器所、末森、古渡的所領。
在文祿年間，在兒子高政（友重）受毛利輝元賜予毛利姓後，自身亦同樣改稱毛利姓。
在慶長2年（1597年）2月2日於大坂死去。享年71歲。墓所在愛知縣一宮市大和町苅安賀的正福寺。

## 外部連結
- 武家家伝＿毛利(森)氏 （页面存档备份，存于）